# Estelas
De Estelas zijn een groep van eilanden in de Atlantische Oceaan binnen de eilandengroep Berlengas en horen bestuurlijk bij Peniche in het Portugese district Leiria.
De vier grootste eilanden van de Estelas zijn:
- Ilha Estela
- Ilha Edralão
- Meda do Sul
- Meda do Norte

Deze groep eilandjes ligt op 1 tot 1,5 kilometer ten westnoordwesten van Berlenga Grande.
De eilanden zijn niet bewoond en liggen in een natuurreservaat. Ze bestaan uit intrusiegesteente.